# Anomalolejeunea
Anomalolejeunea là một chi rêu trong họ Lejeuneaceae.